# Mokatako
Mokatako – wieś w Botswanie w dystrykcie Southern. Według spisu ludności z 2011 roku wieś liczyła 1018 mieszkańców.